# Wang Xizhi
Wang Xizhi (ur. 303 w Linyi, prow. Shandong, zm. 361; podawane są też daty 307-ok.365) – chiński kaligraf, uznawany za największego mistrza tej sztuki w historii Chin, zwany Mędrcem Kaligrafii (書聖). Jego syn, Wang Xianzhi, był również wybitnym kaligrafem.
Wywodził się z zamożnej rodziny; kaligrafii zaczął się uczyć pod okiem ojca (gubernatora prowincji) mając siedem lat, ale początkowo nie zdradzał wielkich zdolności. Miał jednak wybitną nauczycielkę damę Wei i był niezmiernie wytrwały - jedna z anegdot głosi, że stawek, w którym płukał pędzle po nieustannych ćwiczeniach przybrał w końcu barwę czarną. Stał się najwybitniejszym znawcą stylu xingshu oraz wielkim mistrzem kaishu.
Najsławniejsze  dzieło Wang Xizhi to Przedmowa do rękopisu z Altany Orchidei (Lantingji Xu), zbioru 37 wierszy, zaimprowizowanych podczas zawodów poetyckich podczas przyjęcia w tytułowym pawilonie, w 353 r. Przedmowa (także improwizowana) opisuje okoliczności ich powstania.
Przedmowa uznana została za najwybitniejsze dzieło chińskiej kaligrafii; napisana jest w stylu xingshu (piśmie bieżącym), ceniona ze względu na różnorodność znaków i płynność, z jaką się ze sobą łączą; posiada także wysokie walory literackie. Wangowi nigdy nie udało się odtworzyć płynności oryginału, na którą mógł mieć wpływ fakt, że twórca podczas pisania był nie całkiem trzeźwy. Podobnie jak inne dzieła Wang Xizhi, przetrwała jedynie w kopiach i odbitkach ze stel z rytym tekstem.
Do popularności stylu Wanga przyczynił się fakt, że niezwykle wysoko jego pisma cenił cesarz Tang Taizong, który nie tylko je kolekcjonował (łącznie ok. 2000 dzieł), ale też nakazał swym urzędnikom naśladować styl pisania mistrza. Z Przedmową, której  oryginał nakazał odnaleźć, kazał się pogrzebać
Wang Xizhi był również znany ze swego hobby, jakim była hodowla gęsi.

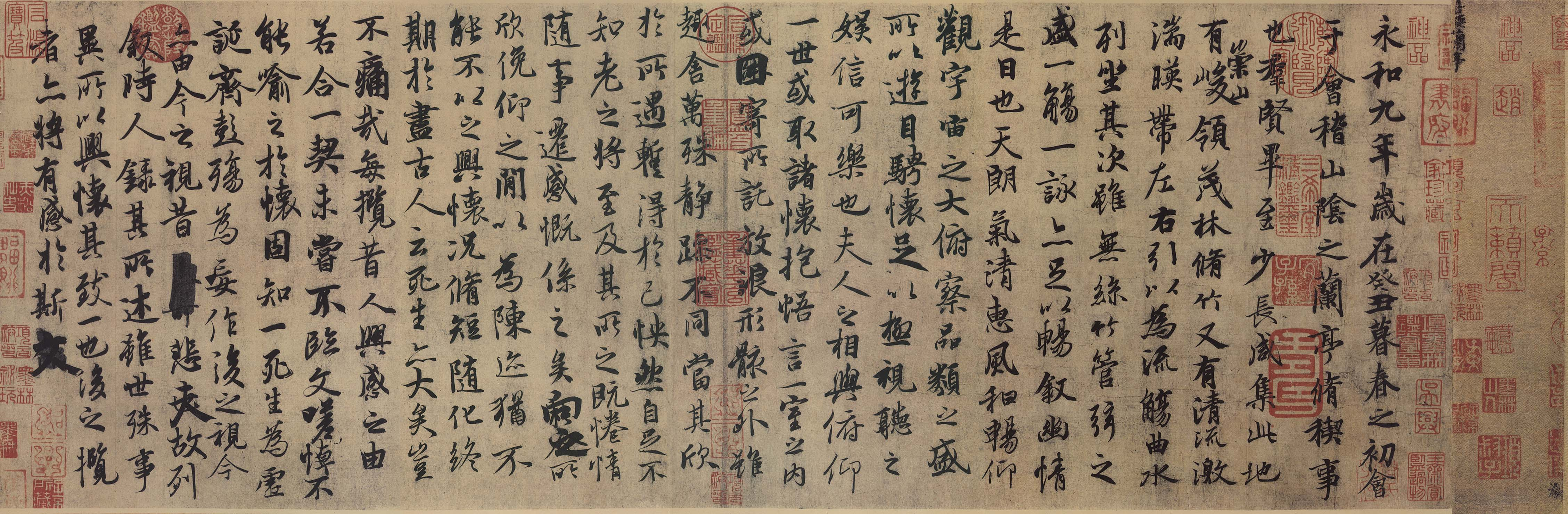
Rękopis z Altany Orchidei – kopia sporządzona przez Feng Chengsu (617-672) znajdująca się w Muzeum Pałacowym w Pekinie